# Schnellfahrstrecke Madrid–Levante
| Zwei Einheiten der Reihe 730 unterwegs zwischen Cuenca und Madrid. |                                                                     |                                                                     |                                                                     |
| |                                                                     |                                                                     |                                                                     |
| Streckennummer: | 13                                                                  |                                                                     |                                                                     |
| Streckenlänge: | gesamt inklusive Planung: 955 km in Betrieb: 603 km                 |                                                                     |                                                                     |
| Spurweite: | 1435 mm (Normalspur)                                                |                                                                     |                                                                     |
| Stromsystem: | 25 kV, 50 Hz ~                                                      |                                                                     |                                                                     |
| Maximale Neigung: | 30 ‰                                                                |                                                                     |                                                                     |
| Streckengeschwindigkeit: | 300 km/h                                                            |                                                                     |                                                                     |
| Zweigleisigkeit: | (durchgehend auf den gebauten Strecken)                             |                                                                     |                                                                     |
| |                                                                     |                                                                     |                                                                     |
| \| \| 0.0 \| Madrid Chamartín \| 724 msnm \| \| \| \| Tunnelstrecke von Madrid Chamartín (7310 m) \| \| \| \| 5.4 \| Madrid Puerta de Atocha \| 618 msnm \| \| \| \| \| \| \| \| \| nach Barcelona \| \| \| \| 19.7 \| PB Los Gavilanes \| 586 msnm \| \| \| 29.8 \| PB Parla \| 623 msnm \| \| \| 35.2 \| PB Torrejón de Velasco \| 605 msnm \| \| \| 35.3 \| Bif. Torrejón de Velasco, nach Sevilla \| 604 msnm \| \| \| 42.5 \| PAET Valdemoro \| 588 msnm \| \| \| 52.2 \| PB Seseña \| 589 msnm \| \| \| \| Tajo (1052 m) \| \| \| \| \| El Regajal (2437 m) \| \| \| \| 84.6 \| PAET Villarrubia de Santiago \| 752 msnm \| \| \| 103.8 \| PB Santa Cruz de la Zarza \| 785 msnm \| \| \| 118.6 \| PAET Tarancón \| 774 msnm \| \| \| 143.9 \| PB Campos del Paraíso \| 886 msnm \| \| \| \| Cigüela (1596 m) \| \| \| \| \| Horcajada (3957 m) \| \| \| \| 164.8 \| PAET Horcajada \| 941 msnm \| \| \| 151.5 \| Cuenca Fernando Zóbel \| 925 msnm \| \| \| 224.7 \| PAET Monteagudo de las Salinas \| 1052 msnm \| \| \| 248.1 \| Bif. Motilla del Palancar \| 918 msnm \| \| \| 262.4 \| PAET Pozorrubielos de la Mancha \| 814 msnm \| \| \| 285.9 \| PB Tarazona de la Mancha \| 735 msnm \| \| \| 307.9 \| PB La Gineta \| 680 msnm \| \| \| 321.7 \| Albacete los Llanos \| 680 msnm \| \| \| 267.0 \| PAET Iniesta \| 848 msnm \| \| \| 285.9 \| PB Minglanilla \| 795 msnm \| \| \| \| Contreras-Stausee (578 m) \| \| \| \| \| Isthmus (830 m) \| \| \| \| 310.5 \| PB Caudete de las Fuentes \| 795 msnm \| \| \| \| Magro und Autovía A-3 (1158 m) \| \| \| \| 327.5 \| Requena-Utiel \| 730 msnm \| \| \| 297.9 \| PAET Siete Aguas \| 650 msnm \| \| \| \| La Cabrera (7250 m) \| \| \| \| \| Autovía A3 und Rambla del Gallo (930 m) \| \| \| \| 318.7 \| PB Chiva \| 297 msnm \| \| \| \| Überdeckung Torrent (2990 m) \| \| \| \| \| Strecke nach Barcelona \| \| \| \| 459.3 \| Castellón de la Plana \| 39 msnm \| \| \| 419.2 \| Sagunt \| 42 msnm \| \| \| \| \| \| \| \| \| Stadttunnel Valencia (9000 m) \| \| \| \| \| Valencia Central Tiefbahnhof \| \| \| \| \| \| \| \| \| 397.8 \| Valencia Joaquín Sorolla \| 17 msnm \| \| \| \| \| \| \| \| \| Turia (571 m) \| \| \| \| \| \| \| \| \| \| PAET Alginet \| 23 msnm \| \| \| \| Júcar \| \| \| \| \| nach Valencia \| \| \| \| \| Játiva – Xàtiva \| 100 msnm \| \| \| \| Ausbauabschnitt für 220 km/h \| \| \| \| \| nach Alicante, nach Madrid \| \| \| \| 410 \| Bif. La Oliva \| Bif. La Oliva \| \| \| \| Nudo de la Encina \| \| \| \| 418.6 \| Bif. Aguaverde \| Bif. Aguaverde \| \| \| 425.3 \| PB Caudete \| PB Caudete \| \| \| 435.5 \| Villena \| 489 msnm \| \| \| \| Barrancadas (2890 m) \| \| \| \| \| Vinalopó (1481 m) \| \| \| \| 461.4 \| Bif. Murcia \| Bif. Murcia \| \| \| 464.6 \| PAET Monforte del Cid \| PAET Monforte del Cid \| \| \| 464.9 \| Bif. Vinalopó \| Bif. Vinalopó \| \| \| 485.9 \| Terminal de Alicante \| Terminal de Alicante \| \| \| 472.3 \| Temerosa (488 m) \| Temerosa (488 m) \| \| \| \| Aspe \| \| \| \| 473.9 \| El Murón (1730 m) \| El Murón (1730 m) \| \| \| 478.0 \| El Carrús (371 m) \| El Carrús (371 m) \| \| \| 478.5 \| Elche (1288 m) \| Elche (1288 m) \| \| \| 482.2 \| Elche-Matola AV \| Elche-Matola AV \| \| \| 487.7 \| Bif. Torrellano, von Alicante \| Bif. Torrellano, von Alicante \| \| \| 493.6 \| PAET San Isidro-Albatera-Catral \| PAET San Isidro-Albatera-Catral \| \| \| 498.2 \| Callosa de Segura-Cox AV \| Callosa de Segura-Cox AV \| \| \| \| Callosa de Segura (2020 m) \| \| \| \| 507.6 \| Orihuela–Miguel Hernández, ab hier eingleisig \| Orihuela–Miguel Hernández, ab hier eingleisig \| \| \| 513.4 \| PAET Beniel AV \| PAET Beniel AV \| \| \| 516.3 \| Bif. El Reguerón \| Bif. El Reguerón \| \| \| 524.6 \| Cartagena Dreischienengleis \| 5 msnm \| \| \| 529.8 \| Murcia del Carmen \| 46 msnm \| \| \| \| Strecke nach Almería \| \| \| \| \| \| \| \| PAET \| Puesto de Adelantamiento y Estacionamiento de Trenes (Überholgleis) \| Puesto de Adelantamiento y Estacionamiento de Trenes (Überholgleis) \| Puesto de Adelantamiento y Estacionamiento de Trenes (Überholgleis) \| \| PB \| Puesto de banalización (Überleitstelle) \| Puesto de banalización (Überleitstelle) \| Puesto de banalización (Überleitstelle) \| \| Bif \| Bifurcación (Abzweigstelle) \| Bifurcación (Abzweigstelle) \| Bifurcación (Abzweigstelle) \| \| \| \| \| \| \| Quellen: [2][3] \| \| \| \| |                                                                     |                                                                     |                                                                     |
| Bahnhof | 0.0                                                                 | Madrid Chamartín                                                    | 724 msnm                                                            |
| Strecke (im Tunnel) |                                                                     | Tunnelstrecke von Madrid Chamartín (7310 m)                         | Tunnelstrecke von Madrid Chamartín (7310 m)                         |
| Kopfbahnhof Streckenanfang · Bahnhof (im Tunnel) | 5.4                                                                 | Madrid Puerta de Atocha                                             | 618 msnm                                                            |
| Abzweig geradeaus und von links · Strecke nach rechts (im Tunnel) |                                                                     |                                                                     |                                                                     |
| Abzweig geradeaus, nach links und von links |                                                                     | nach Barcelona                                                      | nach Barcelona                                                      |
| Blockstelle | 19.7                                                                | PB Los Gavilanes                                                    | 586 msnm                                                            |
| Blockstelle | 29.8                                                                | PB Parla                                                            | 623 msnm                                                            |
| Blockstelle | 35.2                                                                | PB Torrejón de Velasco                                              | 605 msnm                                                            |
| Abzweig geradeaus, nach rechts und von rechts | 35.3                                                                | Bif. Torrejón de Velasco, nach Sevilla                              | 604 msnm                                                            |
| Dienststation / Betriebs- oder Güterbahnhof | 42.5                                                                | PAET Valdemoro                                                      | 588 msnm                                                            |
| Blockstelle | 52.2                                                                | PB Seseña                                                           | 589 msnm                                                            |
| Brücke über Wasserlauf |                                                                     | Tajo (1052 m)                                                       | Tajo (1052 m)                                                       |
| Tunnel |                                                                     | El Regajal (2437 m)                                                 | El Regajal (2437 m)                                                 |
| Dienststation / Betriebs- oder Güterbahnhof | 84.6                                                                | PAET Villarrubia de Santiago                                        | 752 msnm                                                            |
| Blockstelle | 103.8                                                               | PB Santa Cruz de la Zarza                                           | 785 msnm                                                            |
| Dienststation / Betriebs- oder Güterbahnhof | 118.6                                                               | PAET Tarancón                                                       | 774 msnm                                                            |
| Blockstelle | 143.9                                                               | PB Campos del Paraíso                                               | 886 msnm                                                            |
| Brücke über Wasserlauf |                                                                     | Cigüela (1596 m)                                                    | Cigüela (1596 m)                                                    |
| Tunnel |                                                                     | Horcajada (3957 m)                                                  | Horcajada (3957 m)                                                  |
| Dienststation / Betriebs- oder Güterbahnhof | 164.8                                                               | PAET Horcajada                                                      | 941 msnm                                                            |
| Bahnhof | 151.5                                                               | Cuenca Fernando Zóbel                                               | 925 msnm                                                            |
| Dienststation / Betriebs- oder Güterbahnhof | 224.7                                                               | PAET Monteagudo de las Salinas                                      | 1052 msnm                                                           |
| Strecke von links · Abzweig geradeaus und nach rechts | 248.1                                                               | Bif. Motilla del Palancar                                           | 918 msnm                                                            |
| Dienststation / Betriebs- oder Güterbahnhof · Strecke | 262.4                                                               | PAET Pozorrubielos de la Mancha                                     | 814 msnm                                                            |
| Blockstelle · Strecke | 285.9                                                               | PB Tarazona de la Mancha                                            | 735 msnm                                                            |
| Blockstelle · Strecke | 307.9                                                               | PB La Gineta                                                        | 680 msnm                                                            |
| Bahnhof · Strecke | 321.7                                                               | Albacete los Llanos                                                 | 680 msnm                                                            |
| Strecke · Dienststation / Betriebs- oder Güterbahnhof | 267.0                                                               | PAET Iniesta                                                        | 848 msnm                                                            |
| Strecke · Blockstelle | 285.9                                                               | PB Minglanilla                                                      | 795 msnm                                                            |
| Strecke · Brücke über Wasserlauf |                                                                     | Contreras-Stausee (578 m)                                           | Contreras-Stausee (578 m)                                           |
| Strecke · Brücke über Wasserlauf |                                                                     | Isthmus (830 m)                                                     | Isthmus (830 m)                                                     |
| Strecke · Blockstelle | 310.5                                                               | PB Caudete de las Fuentes                                           | 795 msnm                                                            |
| Strecke · Brücke über Wasserlauf |                                                                     | Magro und Autovía A-3 (1158 m)                                      | Magro und Autovía A-3 (1158 m)                                      |
| Strecke · Bahnhof | 327.5                                                               | Requena-Utiel                                                       | 730 msnm                                                            |
| Strecke · Dienststation / Betriebs- oder Güterbahnhof | 297.9                                                               | PAET Siete Aguas                                                    | 650 msnm                                                            |
| Strecke · Tunnel |                                                                     | La Cabrera (7250 m)                                                 | La Cabrera (7250 m)                                                 |
| Strecke |                                                                     | Autovía A3 und Rambla del Gallo (930 m)                             | Autovía A3 und Rambla del Gallo (930 m)                             |
| Strecke · Blockstelle | 318.7                                                               | PB Chiva                                                            | 297 msnm                                                            |
| Strecke · Tunnel |                                                                     | Überdeckung Torrent (2990 m)                                        | Überdeckung Torrent (2990 m)                                        |
| Strecke · Strecke · Strecke von links (außer Betrieb) |                                                                     | Strecke nach Barcelona                                              | Strecke nach Barcelona                                              |
| Strecke · Strecke · Bahnhof (Strecke außer Betrieb) | 459.3                                                               | Castellón de la Plana                                               | 39 msnm                                                             |
| Strecke · Strecke · Bahnhof (Strecke außer Betrieb) | 419.2                                                               | Sagunt                                                              | 42 msnm                                                             |
| Strecke · Strecke · Abzweig geradeaus und nach links (Strecke außer Betrieb) |                                                                     |                                                                     |                                                                     |
| Strecke · Strecke · Tunnelanfang (Strecke außer Betrieb) |                                                                     | Stadttunnel Valencia (9000 m)                                       | Stadttunnel Valencia (9000 m)                                       |
| Strecke · Strecke · Bahnhof (Strecke außer Betrieb) (im Tunnel) |                                                                     | Valencia Central Tiefbahnhof                                        | Valencia Central Tiefbahnhof                                        |
| Strecke · Strecke · Tunnelende (Strecke außer Betrieb) |                                                                     |                                                                     |                                                                     |
| Strecke · Strecke · Kopfbahnhof Strecke bis hier außer Betrieb | 397.8                                                               | Valencia Joaquín Sorolla                                            | 17 msnm                                                             |
| Strecke · Strecke · Abzweig geradeaus, ehemals nach links und ehemals von links |                                                                     |                                                                     |                                                                     |
| Strecke · Strecke · Brücke über Wasserlauf |                                                                     | Turia (571 m)                                                       | Turia (571 m)                                                       |
| Strecke · Abzweig ehemals geradeaus, nach links und ehemals von links · Strecke nach rechts |                                                                     |                                                                     |                                                                     |
| Strecke · Dienststation / Betriebs- oder Güterbahnhof (Strecke außer Betrieb) |                                                                     | PAET Alginet                                                        | 23 msnm                                                             |
| Strecke · Brücke über Wasserlauf (Strecke außer Betrieb) |                                                                     | Júcar                                                               | Júcar                                                               |
| Strecke · Abzweig ehemals geradeaus und von links |                                                                     | nach Valencia                                                       | nach Valencia                                                       |
| Strecke · Bahnhof |                                                                     | Játiva – Xàtiva                                                     | 100 msnm                                                            |
| Strecke · Strecke |                                                                     | Ausbauabschnitt für 220 km/h                                        | Ausbauabschnitt für 220 km/h                                        |
| Strecke · Abzweig ehemals geradeaus und nach links |                                                                     | nach Alicante, nach Madrid                                          | nach Alicante, nach Madrid                                          |
| ehemalige Blockstelle · Strecke (außer Betrieb) | 410                                                                 | Bif. La Oliva                                                       | Bif. La Oliva                                                       |
| Abzweig geradeaus, ehemals nach links und ehemals von links · Strecke nach rechts (außer Betrieb) |                                                                     | Nudo de la Encina                                                   | Nudo de la Encina                                                   |
| ehemalige Blockstelle | 418.6                                                               | Bif. Aguaverde                                                      | Bif. Aguaverde                                                      |
| Blockstelle | 425.3                                                               | PB Caudete                                                          | PB Caudete                                                          |
| Bahnhof | 435.5                                                               | Villena                                                             | 489 msnm                                                            |
| Tunnel |                                                                     | Barrancadas (2890 m)                                                | Barrancadas (2890 m)                                                |
| Brücke über Wasserlauf |                                                                     | Vinalopó (1481 m)                                                   | Vinalopó (1481 m)                                                   |
| Blockstelle | 461.4                                                               | Bif. Murcia                                                         | Bif. Murcia                                                         |
| Abzweig geradeaus, nach links und von links · Dienststation / Betriebs- oder Güterbahnhof quer · Strecke von rechts | 464.6                                                               | PAET Monforte del Cid                                               | PAET Monforte del Cid                                               |
| Blockstelle · Strecke | 464.9                                                               | Bif. Vinalopó                                                       | Bif. Vinalopó                                                       |
| Strecke · Kopfbahnhof Streckenende | 485.9                                                               | Terminal de Alicante                                                | Terminal de Alicante                                                |
| Tunnel | 472.3                                                               | Temerosa (488 m)                                                    | Temerosa (488 m)                                                    |
| Blockstelle |                                                                     | Aspe                                                                | Aspe                                                                |
| Tunnel | 473.9                                                               | El Murón (1730 m)                                                   | El Murón (1730 m)                                                   |
| Tunnel | 478.0                                                               | El Carrús (371 m)                                                   | El Carrús (371 m)                                                   |
| Tunnel | 478.5                                                               | Elche (1288 m)                                                      | Elche (1288 m)                                                      |
| Bahnhof | 482.2                                                               | Elche-Matola AV                                                     | Elche-Matola AV                                                     |
| Abzweig geradeaus und von links | 487.7                                                               | Bif. Torrellano, von Alicante                                       | Bif. Torrellano, von Alicante                                       |
| Dienststation / Betriebs- oder Güterbahnhof | 493.6                                                               | PAET San Isidro-Albatera-Catral                                     | PAET San Isidro-Albatera-Catral                                     |
| Bahnhof | 498.2                                                               | Callosa de Segura-Cox AV                                            | Callosa de Segura-Cox AV                                            |
| Tunnel |                                                                     | Callosa de Segura (2020 m)                                          | Callosa de Segura (2020 m)                                          |
| Bahnhof | 507.6                                                               | Orihuela–Miguel Hernández, ab hier eingleisig                       | Orihuela–Miguel Hernández, ab hier eingleisig                       |
| Dienststation / Betriebs- oder Güterbahnhof | 513.4                                                               | PAET Beniel AV                                                      | PAET Beniel AV                                                      |
| Abzweig geradeaus, nach links und von links · Strecke von rechts (außer Betrieb) | 516.3                                                               | Bif. El Reguerón                                                    | Bif. El Reguerón                                                    |
| Tunnelanfang · Kopfbahnhof Streckenende (Strecke außer Betrieb) | 524.6                                                               | Cartagena Dreischienengleis                                         | 5 msnm                                                              |
| Bahnhof | 529.8                                                               | Murcia del Carmen                                                   | 46 msnm                                                             |
| Strecke nach links (außer Betrieb) |                                                                     | Strecke nach Almería                                                | Strecke nach Almería                                                |
| |                                                                     |                                                                     |                                                                     |
| PAET | Puesto de Adelantamiento y Estacionamiento de Trenes (Überholgleis) | Puesto de Adelantamiento y Estacionamiento de Trenes (Überholgleis) | Puesto de Adelantamiento y Estacionamiento de Trenes (Überholgleis) |
| PB | Puesto de banalización (Überleitstelle)                             | Puesto de banalización (Überleitstelle)                             | Puesto de banalización (Überleitstelle)                             |
| Bif | Bifurcación (Abzweigstelle)                                         | Bifurcación (Abzweigstelle)                                         | Bifurcación (Abzweigstelle)                                         |
| |                                                                     |                                                                     |                                                                     |
| Quellen: |                                                                     |                                                                     |                                                                     |

Die Schnellfahrstrecke Madrid–Levante, spanisch Línea Levante, mit vollem Namen Schnellfahrstrecke Madrid – Castilla La Mancha–Valencianische Gemeinschaft–Region Murcia, spanisch Línea Madrid – Castilla La Mancha – Comunidad Valenciana – Región de Murcia, ist eine spanische Eisenbahn-Schnellfahrstrecke, welche die Hauptstadt Madrid mit den östlich und südöstlich gelegenen Regionen Kastilien-La Mancha, Valencianische Gemeinschaft und Murcia verbindet. Die regelspurigen Schnellfahrstrecken von Madrid werden durch breitspurige Bahnstrecken zu einem Streckennetz ergänzt, das teilweise von der Eisenbahnstrecke entlang des Mittelmeers mitbenutzt wird. Von den geplanten 955 Kilometer Regelspurstrecken sind 603 Kilometer gebaut. Die Kosten für das gesamte Projekt werden auf 12,410 Milliarden Euro veranschlagt (Stand Ende 2017).

## Geschichte
Schon vor dem Bau der regelspurigen Schnellfahrstrecke wurden Teile der breitspurigen Strecke Madrid–Alcázar de San Juan–Albacete–La Encina–Xàtiva–Valencia ausgebaut. Als erstes wurde 1997 der Streckenabschnitt La Encina–Xàtiva für 220 km/h hergerichtet, 2006 folgte der Streckenabschnitt Alcázar de San Juan–Albacete–La Encina für 200 km/h.
Der Bau der regelspurigen Schnellfahrstrecke wurde am 17. September 1999 von der spanischen Regierung beschlossen. Im Jahre 2010 konnten die Streckenabschnitte von Madrid nach Albacete und nach Valencia und im Jahre 2013 die Verlängerung von Albacete nach Alicante in Betrieb genommen werden. Der nächste fertiggestellte Streckenabschnitt war das Dreischienengleis Valencia–Castéllon. 2022 ging der Abschnitt Monforte del Cid–Murcia vollständig in Betrieb.

## Streckenabschnitte

### Madrid Chamartín–Torrejón de Velasco
Der Nullpunkt der Streckenkilometrierung befindet sich im Bahnhof Madrid Chamartín im nördlichen Teil von Madrid. Dieser war bis zur Inbetriebnahme der dritten Röhre des Túnel de la risa am 1. Juli 2022 nach mehrjähriger und mehrfach verlängerter Verzögerung nicht mit der Schnellfahrstrecke Madrid–Levante verbunden.
Bis zu diesem Zeitpunkt verkehrten die Züge der Schnellfahrstrecke Madrid–Levante vom Bahnhof Madrid Atocha im Süden von Madrid. Die Züge benutzen bis zur Abzweigstelle Torrejón de Velasco die Schnellfahrstrecke nach Sevilla. Für die Züge, die vorher Madrid durchquerten, wurden umspurbare Triebzüge der Reihe 130 eingesetzt, die in den Bahnhöfen Madrid Atocha und Chamartín umgespurt wurden und einen der Breitspurtunnel durchfuhren. Für diese Züge wurde je ein Inselbahnsteig in beiden Bahnhöfen mit provisorischen Bahnsteigsperren und Gepäckkontrolleinrichtungen ausgerüstet.
Mit dem Regelspurtunnel wurden auch eine zusätzliche zweigleisige Strecke zwischen dem Bahnhof Madrid Atocha und der Abzweigstelle Torrejón de Velasco errichtet. Die Baukosten für diesen Streckenabschnitt betragen 935 Millionen Euro.

### Madrid–Valencia/Albacete
Der erste 438 Kilometer lange Abschnitt der Schnellfahrstrecke Madrid–Levante wurde am 19. Dezember 2010 eröffnet. Er verbindet Valencia und Albacete mit dem Bahnhof Puerta de Atocha in Madrid. Die Strecke zweigt bei Torrejón de Velasco auf der südlichen Meseta von der Schnellfahrstrecke Madrid–Sevilla ab und quert hernach das breite Tal des Rio Tajo bei Aranjuez parallel zur Autovía A-4. Dann steigt sie auf die Mesa de Ocaña auf und verläuft – grob – entlang der Oberkante der Südflanke des Tajo-Tals parallel zur Autovía A-40 bis etwa Tarancón, das dann südlich umfahren wird.
Cuenca wird südlich der Stadt passiert und im westlichen Hinterland des Rio Moscas in die Serranía de Cuenca auf über 1000 Höhenmeter aufgestiegen, die dann Richtung Oberlauf des Valdemembra und westlich dessen Verlauf zur Abzweigstelle Motilla del Palancar gelangt, wo sich die Strecke in zwei Äste teilt. Die eine Zweigstrecke führt über Requena-Utiel nach Valencia, die andere führt nach Albacete. Die Baukosten für diesen Streckenabschnitt betrugen 6 Milliarden Euro.

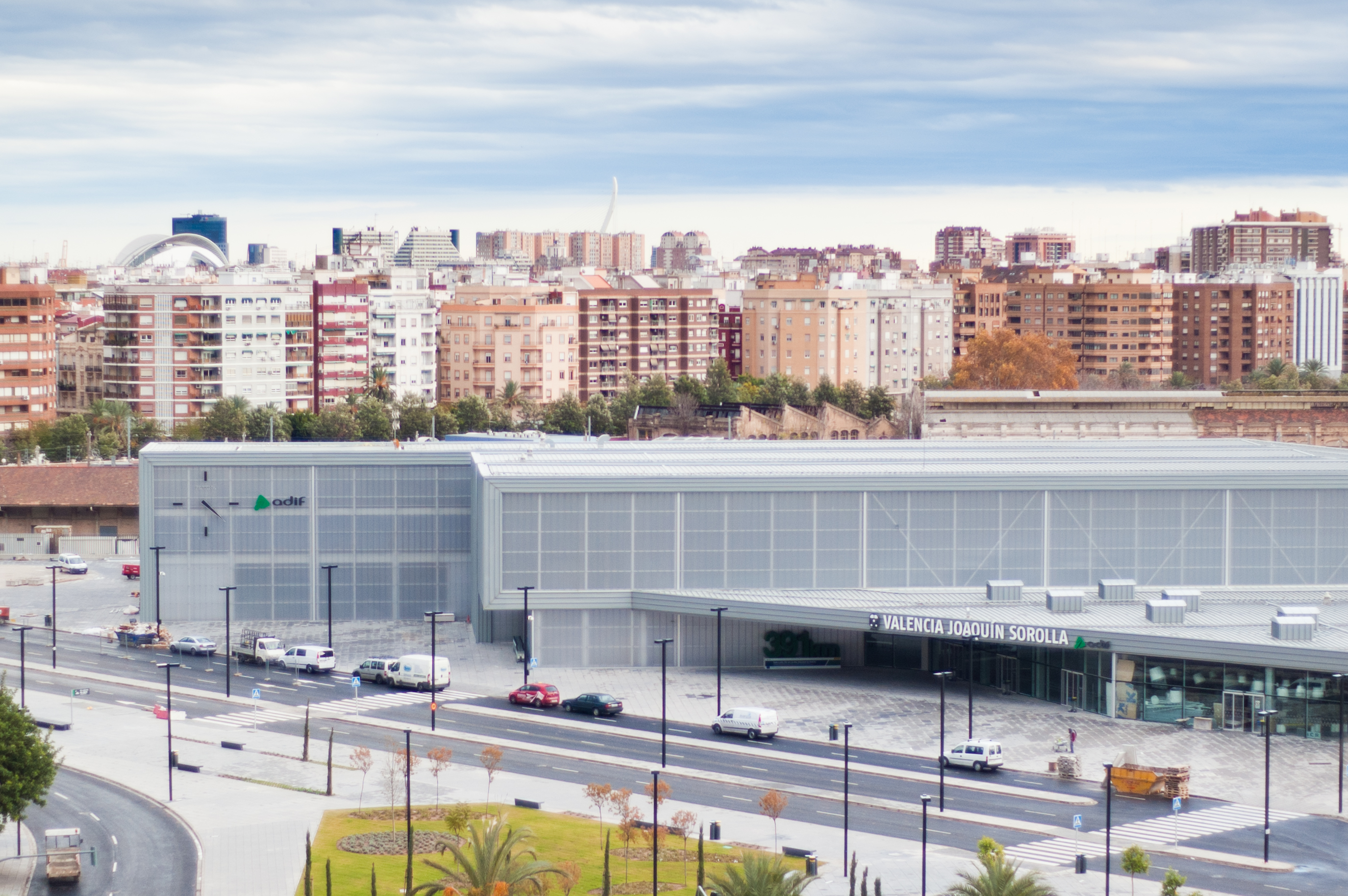
Bahnhof Valencia Joaquín Sorolla

#### Motilla del Palancar – Valencia
Der Ast nach Valencia biegt nach der Trennung ostwärts parallel zur Autovía A-3 Richtung Querung des Rio Cabriel-Tals am Südzipfel des Stausees Embalse de Contreras ab, wobei hier die Region Manchuela conquense durchmessen wird. Mit Querung des Flusses erfolgt der Übertritt in die Provinz Valencia und auf die Ebene von Requena-Utiel, dessen Zentren Utiel und Requena südlich bzw. nördlich umfahren werden. Aus dem Tal des Rio Magro geht es dann entlang der Südseite der Sierra de las Cabrillas, kurz den Oberlauf des Rio Buñol und durchstößt dann die Sierra de la Cabrera Richtung Chiva. Von hier aus geht es geradlinig hinab zur Küste südlich der Rambla de Poyo und ihrer Oberläufe. Nach Überbrückung des Rio Turio ist Valencia mit seinem Bahnhof Valencia Joaquín Sorolla erreicht.

#### Motilla del Palancar – Albacete
Durch die Mancha de Montearagón geht es zunächst östlich des Rio Jucar bis kurz vor Alabacete, dann westlich davon in flachem Terrain bis zur Provinzhauptstadt der gleichnamigen Provinz.
Die Fahrzeit von Madrid nach Valencia verkürzte sich von knapp vier auf eineinhalb Stunden, auch die Fahrzeit zwischen der spanischen Hauptstadt und Albacete reduzierte sich auf rund 90 Minuten. Die Strecke ist für 350 km/h ausgelegt, wird aber zurzeit nur mit 300 km/h befahren.
Der Abschnitt Motilla del Palancar–Valencia ist besonders reich an Kunstbauten. Besonders zu erwähnen ist die imposante Brücke über den Contreras-Stausee, deren Hauptbogen mit einer Spannweite von 261 Metern den Rekord der größten Spannweite für eine Betonbogenbrücke im europäischen Eisenbahnnetz trägt. Kurz danach führt die Strecke über den 830 Meter langen und 90 Meter hohen Isthmus-Viadukt. Weiter ist der über 7 Kilometer lange Cabrera-Tunnel zu erwähnen. Er wurde mit einer Tunnelbohrmaschine aufgefahren, welche an einem Tag eine Vortriebsleistung von über 90 Metern erreichte und dadurch den Weltrekord für den schnellsten Vortrieb erzielte.
Mit der Eröffnung des ersten Streckenabschnittes wurden direkte Züge Toledo–Cuenca–Albacete angeboten, die aber bereits am 1. Juli 2011 wieder eingestellt wurden, weil sie durchschnittlich nur von neun Reisenden pro Tag benutzt wurden. Die Verbindungskurve bei Valdemoro wird deshalb zurzeit planmäßig nicht befahren.

### Valencia Central und Stadttunnel Valencia
Seit dem Jahre 2003 wird der Tiefbahnhof Valencia Central geplant, der mit einem 9 km langen Tunnel an das Streckennetz angeschlossen wäre. Der Tunnel verkürzte die Strecke entlang des Mittelmeers wesentlich und machte den Umweg über Valencia Cabañal überflüssig. Einige Infrastrukturanpassungen an der Südzufahrt wurden bereits ausgeführt, das Projekt des Tiefbahnhofs wurde aber wegen der hohen Kosten immer wieder überarbeitet und zurückgestellt. 2017 wurden Mittel bewilligt, um das fünfte Projekt für den Tiefbahnhof auszuarbeiten. Die Kosten werden auf 538,7 Millionen Euro geschätzt.

### Albacete–Alicante

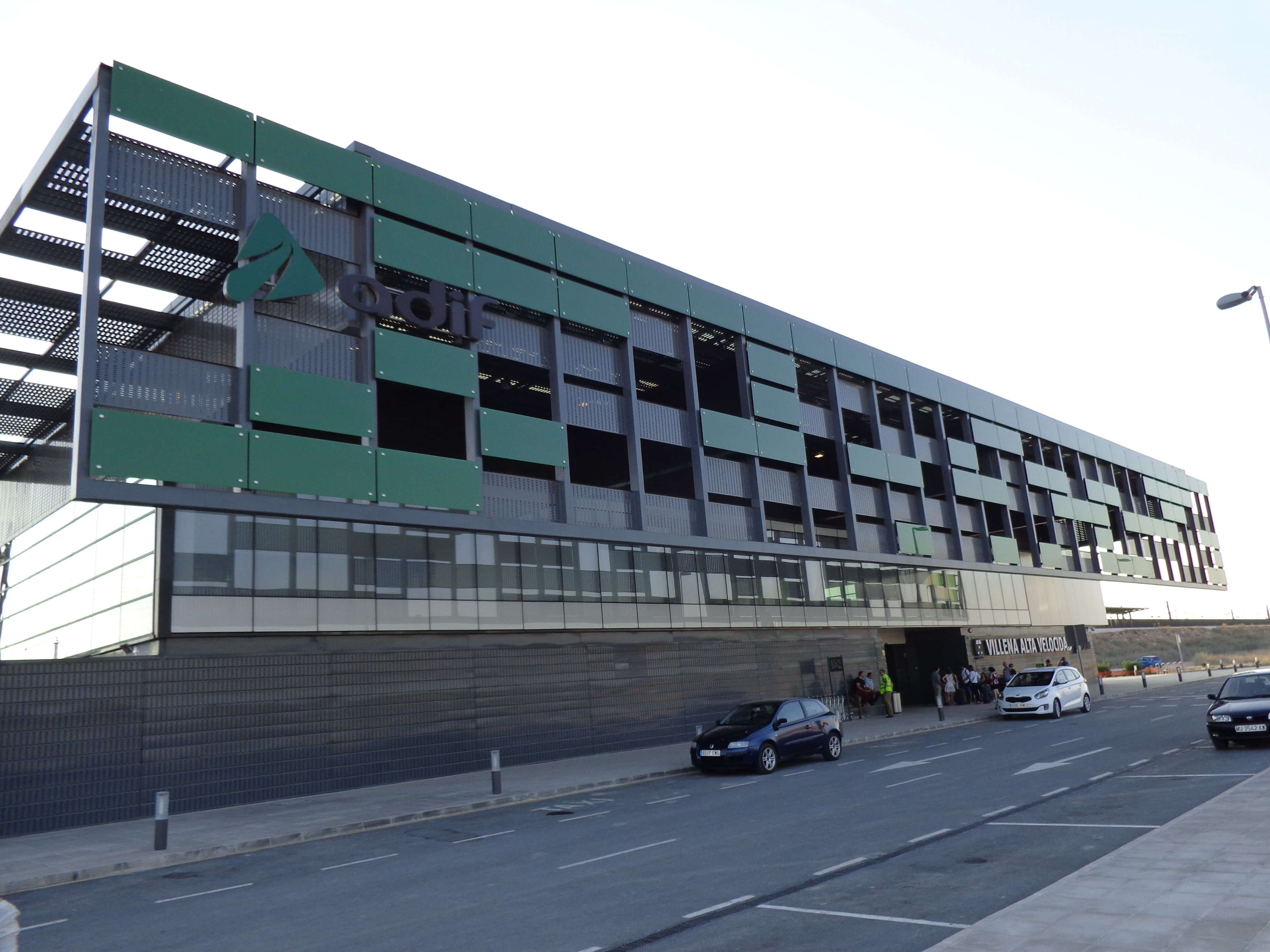
Bahnhof Villena AV

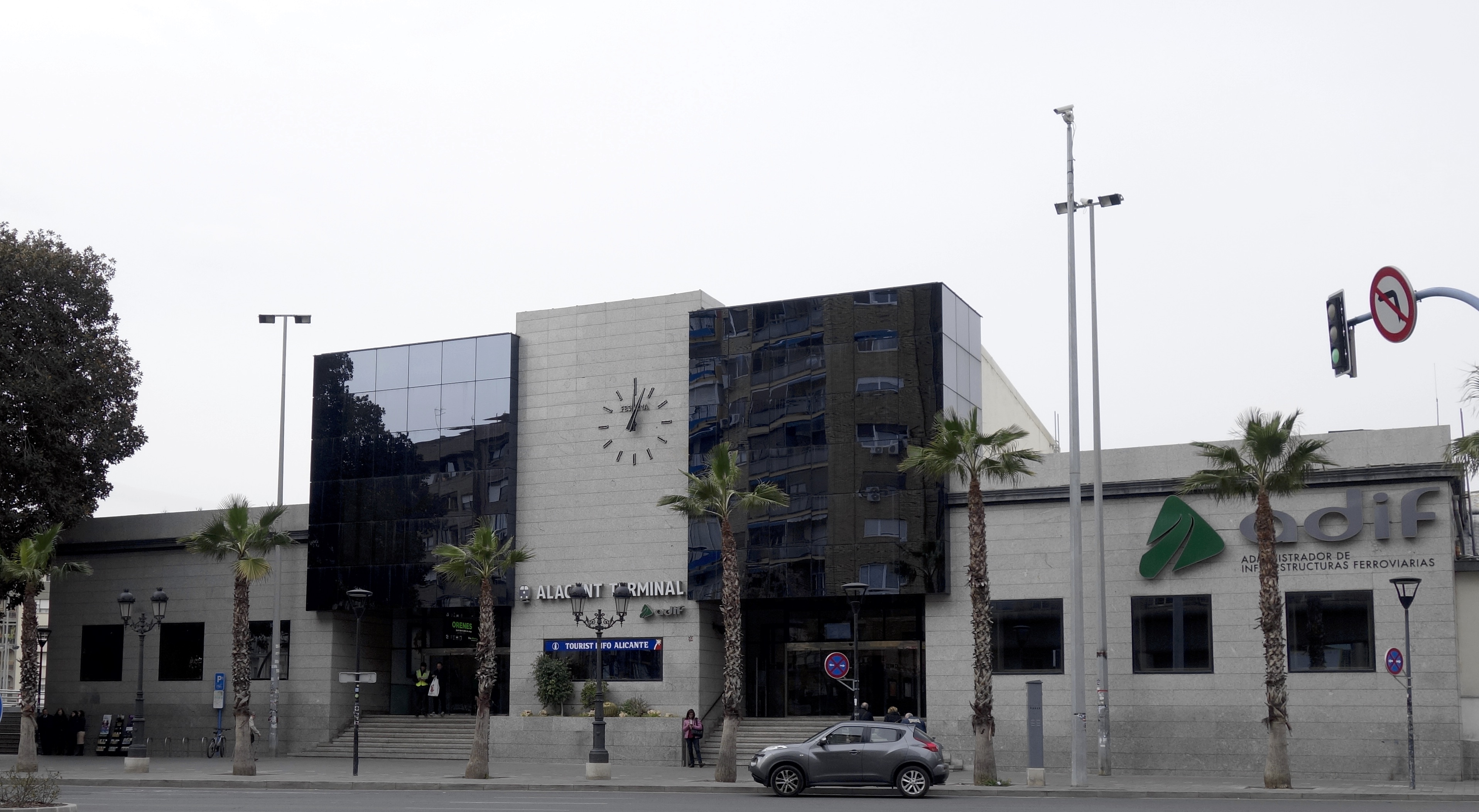
Bahnhof Terminal de Alicante

Als zweites Teilstück wurde am 18. Juni 2013 der 171,5 Kilometer lange Streckenabschnitt von Albacete nach Alicante eröffnet. Die Baukosten für diesen Streckenabschnitt betrugen 1,92 Milliarden Euro.
Dieser Streckenabschnitt wurde unter Nutzung von bestehenden und schon vorher für 200 km/h ausgebauten Breitspurabschnitten gebaut. Es waren dies die Streckenbegradigungen bei Chinchilla, bei Villar de Chinchilla und bei Alpera.
Die Strecke verlässt Albacete nach Osten in Richtung der Sierra de Chinchilla und erreicht nach deren Durchquerung die Hochebene von Almansa. Weiter verläuft sie in südöstlicher Richtung über die nördlichen Ausläufer der Sierra de la Oliva nach Caudete, wo bei La Encina ein Anschluss an die Bahnstrecke Valencia–Alicante besteht. Im westlichen Hinterland des Rio Vinalopo verläuft sie weiter nach Süden bis etwa Novelda, wo nicht nur die Abzweigung nach Murcia gebaut wird, sondern die Strecke auch nach Osten südlich der Sierra del Cid nach Alicante führt. Bevor die Strecke von Westen die Stadt erreicht, muss sie noch einige kleinere Gebirgszüge unterqueren.
Weiter befindet sich in diesem Streckenabschnitt der neue Bahnhof Villena, der 1481 m lange Viadukt über den Vinalopó – der längste der ganzen Strecke und der beinahe drei Kilometer lange Tunnel durch den Barrancadas. Bei Monforte del Cid wurde die Abzweigung nach Murcia vorbereitet. In Alicante wird die Strecke auf den letzten zwei Kilometern unterirdisch geführt und endet in einem neu errichteten Tiefbahnhof mit vier Normalspurgleisen und zwei Breitspurgleisen.

### Monforte del Cid–Murcia
Dieses dritte, 61,7 Kilometer, nach anderer Quelle 65 Kilometer lange Teilstück zweigt bei Monforte del Cid (Nähe Novelda) von der Strecke nach Alicante ab. Es führt über Elche, das nach Unterfahren nördlich gelegener Serras erreicht wird, unter anderem entlang des Rio Segura nach Murcia. Die Regelspurstrecke ist ab Orihuela-Miguel Hernández eingleisig. Auf demselben Planum wird das Gleis der einspurigen, von Alicante herkommenden Breitspurstrecke geführt. Lediglich im Bereich des Bahnhofs El Reguerón, wo die Strecke aus Cartagena anschließt, und in der Einfahrt des neuen Tiefbahnhofs von Murcia sind Dreischienengleise vorhanden. Die Inbetriebnahme erfolgte in zwei Abschnitten, Monforte–Beniel im Februar 2021 (übergangsweise mit Dreischienengleis weiter bis Murcia) und die 16 km von Beniel nach Murcia am 20. Dezember 2022. Letzterer beinhaltet auch zwei Brücken (La Basca, Länge 181 m; Tierra Roya, 137 m) sowie zwei Unterwerke (El Reguerón, Murcia). Insgesamt wurden 1492 Millionen Euro investiert, lediglich das endgültige, 4400 m² große Empfangsgebäude in Murcia fehlt noch.
Im Januar 2023 werden auf der Regelspurstrecke in der Regel zwei direkte Zugpaare Madrid Chamartín–Murcia mit Halt in Orihuela und Elche, Fahrzeit 2 Stunden 45 Minuten, sowie zwei Zugpaare ab Madrid Puerta de Atocha mit den zusätzlichen Zwischenhalten in Alicante, Villena und Albacete und einer Fahrzeit von mindestens 3 Stunden 25 Minuten angeboten. Dazu kommen zwei Intercity-Zugpaare Murcia–Albacete sowie der Wochenend–Intercity von Àguilas nach Madrid. Zwischen Murcia und Alicante verkehren werktags acht Avant-Zugpaare, die teilweise zusätzlich in Beniel und Callosa de Segura–Cox halten (Fahrzeit über 50 Minuten, Baureihe 104). Die ursprünglich auf der Breitspurstrecke Murcia–Alicante geplanten Schnellzüge aus dem Avant-Angebot mit Zwischenhalten in Elche und Orihuela und einer Fahrzeit von 25 Minuten und einer Höchstgeschwindigkeit von 250 km/h werden nicht mehr erwähnt, hier verkehren lediglich vereinzelte Media distancia-Züge aus Richtung Valencia.

### Albacete–Almansa–LaEncina–Xátiva
Dieser Streckenabschnitt war der älteste für den Hochgeschwindigkeitsverkehr ausgebaute. Die Strecke La Encina–Xàtiva wurde neu angelegt und konnte ab 1997 mit 220 km/h befahren werden, die Strecke Alcázar de San Juan–La Encina nach Begradigungen ab 2006 mit 200 km/h. Beim Bau der Regelspurstrecke Albacete–Alicante wurde das begradigte Planum der Breitspurstrecke Albacete–La Encina benutzt und die Breitspurstrecke wieder auf das alte, nicht begradigte zurückverlegt. Sie ist deshalb seit 2013 zwischen Albacete und La Encina nur noch mit 160 km/h befahrbar.
Der Streckenabschnitt La Encina–Xátiva ist zwar immer noch mit 220 km/h befahrbar, kann aber nur von breitspurigen Zügen der Eisenbahnstrecke entlang des Mittelmeers benutzt werden oder von solchen, welche ab Albacete über die alte Strecke verkehren. Es besteht keinen direkter Anschluss an die Normalspurstrecke in La Encina. Im Jahre 2017 war eine eingleisige Breitspurstrecke zwischen La Encina und Xátiva im Bau. Nach Fertigstellung dieser Strecke soll die für 220 km/h ausgelegte Breitspurstrecke auf Regelspur umgebaut werden und in La Encina an die bestehende Regelspurstrecke angeschlossen werden.

### Xátiva–Silla
Auf dem 59 Kilometer Streckenabschnitt wurde parallel zur bestehenden Breitspurstrecke ein zweigleisige Hochgeschwindigkeitsstrecke gebaut, die für 300 km/h ausgelegt ist. Die Gleise sind bereits verlegt, der Fahrleitungsbau sollte bis 2019 abgeschlossen sein. Die Inbetriebnahme sollte im Jahre 2020 stattfinden. Ab Silla werden die Züge die bereits gebaute neue Südzufahrt benutzen, die im Zusammenhang mit den Vorbereitungsarbeiten für den Tiefbahnhof in Valencia errichtet wurde.

### Valencia–Castellón de la Plana
Die breitspurige Strecke Valencia–Castellón war bereits 2004 durchgehend mit 200 km/h befahrbar. In den letzten Jahren wurden auf diesem Abschnitt in ein Gleis eine dritte Schiene für Regelspur eingebaut, die aber nur mit 160 km/h befahren werden kann. Im Jahr 2017 fanden die Probefahrten statt, die Eröffnung steht kurz bevor. Ab 2019 sollte an einer neuen Streckenführung gebaut werden, die eine zweigleisige Regelspurstrecke für 300 km/h Höchstgeschwindigkeit aufnehmen soll.

### Murcia–Cartagena
Die bestehende Strecke nach Cartagena soll ab dem Abzweig El Reguerón elektrifiziert und mit einem Dreischienengleis versehen werden, damit zusätzlich regelspurige Züge verkehren können. Für den direkten Anschluss von Alicante und Madrid nach Cartagena ist eine ungefähr vier Kilometer lange Verbindungskurve (baipás de Beniel) zwischen der Hochgeschwindigkeitsstrecke und der bestehenden Breitspurstrecke Chinchilla–Cartagena geplant, damit die Züge nicht in Murcia Kopf machen müssen. Hier sind Stand Januar 2023 die Baufirmen für die Verbindungskurve bereits beauftragt, ansonsten laufen die Vergabeverfahren.
In Cartagena ist der Bau einer unterirdischen Einführung in die Stadt mit einem 760 m langen Tunnel unter der bestehenden Trasse geplant, die von den Regel- und Breitspurzügen genutzt werden soll. Während die Breitspurzüge über eine Rampe den bestehenden oberirdische Bahnhof erreichen, wird für die Hochgeschwindigkeitszüge ein neuer zweigleisiger Tunnelbahnhof mit 400 m langen Bahnsteigen geplant.
Später ist der Bau einer regelspurigen Hochgeschwindigkeitsstrecke für 250 km/h vorgesehen. Sie soll mit einem zwei Kilometer langen Tunnel unter der Sierra de Altaona hindurchführen. Es wird mit Baukosten von 500 Millionen Euro gerechnet.

### Murcia–Almería
Von Murcia aus ist für geplante 3,3 Milliarden Euro eine Weiterführung der Regelspurstrecke bis ins 200 Kilometer entfernte Almería größtenteils im Bau, lediglich in den Stadtgebieten von Lorca und Almería liegt noch kein Baurecht vor. Die Inbetriebnahme ist 2026 geplant.

## Streckenübersicht
| Status     | Strecke                                           | Höchstgeschwindigkeit                                   | Länge      | Inbetriebnahme                                                                | Spurweite                                                                 | Stromsystem  | Zugbeeinflussung | Baukosten      |
| ---------- | ------------------------------------------------- | ------------------------------------------------------- | ---------- | ----------------------------------------------------------------------------- | ------------------------------------------------------------------------- | ------------ | ---------------- | -------------- |
| Im Bau     | Madrid Chamartín– Torrejón de Velasco             | 300 km/h Tunnel: 120 km/h                               | 35 km      | Gleisanlagen Ende 2018 fertiggestellt                                         | 1435 mm                                                                   | 25 kV, 50 Hz | ETCS Level 2     | 935 Mio. Euro  |
| In Betrieb | Torrejón de Velasco– Motilla del Palancar         | 300 km/h                                                | 223,6 km   | 2010                                                                          | 1435 mm                                                                   | 25 kV, 50 Hz | ETCS Level 2     | 6 Mrd. Euro    |
| In Betrieb | Motilla del Palancar–Valencia                     | 300 km/h                                                | 139 km     | 2010                                                                          | 1435 mm                                                                   | 25 kV, 50 Hz | ETCS Level 2     | 6 Mrd. Euro    |
| In Betrieb | Motilla del Palancar–Albacete                     | 300 km/h                                                | 62,8 km    | 2010                                                                          | 1435 mm                                                                   | 25 kV, 50 Hz | ETCS Level 2     | 6 Mrd. Euro    |
| Geplant    | Bahnhof Valencia Central und Stadttunnel Valencia |                                                         | 9 km       | Kredit zur Überarbeitung des Vorprojektes gesprochen                          | 1435 mm                                                                   | 25 kV, 50 Hz |                  | 539 Mio. Euro  |
| In Betrieb | Albacete–Alicante                                 | 300 km/h                                                | 165 km     | 2013                                                                          | 1435 mm                                                                   | 25 kV, 50 Hz | ETCS 2           | 1,9 Mrd. Euro  |
| In Betrieb | Albacete–Almansa–La Encina–Xátiva                 | 220 km/h nur La Encina–Xátiva, übrige Strecke: 160 km/h | 138,2 km   | 1997                                                                          | 1668 mm La Encina–Xátiva: Vorbereitungen für Umspurung auf 1435 mm im Bau | 3 kV =       | EBICAB           |                |
| Im Bau     | Xátiva–Silla                                      | 300 km/h                                                | 59 km      | 2020 Gleisanlagen fertiggestellt, Elektrifizierung in Arbeit                  | 1435 mm                                                                   | 25 kV, 50 Hz |                  |                |
| Geplant    | Valencia– Castellón de la Plana                   | 350 km/h                                                | 62 km      | Baubeginn 2019                                                                | 1435 mm                                                                   | 25 kV, 50 Hz |                  | 1,2 Mrd. Euro  |
| In Betrieb | Monforte del Cid–Murcia                           | 220 km/h                                                | 61,7/65 km | 12/2022 bis Beniel bereits 2/2021, ab dort provisorisch mit Dreischienengleis | 1435 mm                                                                   | 25 kV, 50 Hz | ETCS 2           | 1492 Mio. Euro |
| Im Bau     | Murcia–Cartagena                                  |                                                         | 45,3 km    | Baubeginn 2019 (Dreischienengleis)                                            | 1435 mm / 1668 mm Dreischienengleis                                       | 25 kV, 50 Hz |                  |                |